# Jean-Marie de Penguern
Pour les articles homonymes, voir Penguern.
Jean-Marie de Penguern (1807-1856) a collecté de nombreux chants bretons.

## Biographie
Il est né le 26 juin 1807 à Paris. Après des études partagées entre la Bretagne et la capitale, il devient avocat  et prête serment devant la Cour d'appel de Rennes en 1832. En septembre 1831 intègre la cie d’artillerie de la Garde nationale de Lannion.
Le 23 mai 1838, il épouse Joséphine de Kerléan de Taulé. Il est ensuite nommé, le 14 janvier 1840, juge de paix à Perros-Guirec avant d'abandonner son poste en 1843 pour raisons familiales et de s'installer à Lannion où il reprend la profession d'avocat. « Depuis ce temps (1843), M. de Penguern vit retiré, au sein de l’étude, dans la belle bibliothèque que lui a laissé son père et qu’il tourmente en vrai bénédictin. »
C'est probablement au cours de cette période trégoroise qu'il a effectué la majeure partie de son travail de collecte et de recherches sur la langue bretonne. 
Après avoir été juge et suppléant à Lannion en 1851, il vit sa nomination à Fougères en 1853 comme un exil hors du territoire brittophone pour lequel il s'était tant passionné.
Il décède au manoir de Gwitaole-bras (aujourd'hui Porz-bras) en Taulé le 11 août 1856.
Il a collecté de nombreux chants en langue bretonne, et animé un réseau d'informateurs et de collecteurs, dont René Kerambrun qui lui fournit, parmi les pièces transcrites, quelques-unes recréées ou imaginées par lui, et madame de Saint-Prix, de Morlaix, amie de Jean-François Le Gonidec. La mort l'a empêché de faire la publication qu'il projetait. 
Ses collections de manuscrits ont été acquises par François-Marie Luzel qui les a déposées à la Bibliothèque nationale. Certains ont été publiés par l'association Dastum en 1983 sous le titre Dastumad Penwern - Chants populaires bretons de la collection de Penguern (fin du manuscrit 90 et manuscrit 91).